# Вера Ацева
Вера Дончева Ацева–Доста (на македонска литературна норма: Вера Ацева–Доста) е югославска комунистическа партизанка и народен герой на Югославия.

## Биография
Вера Ацева е родена на 24 ноември 1919 година в село Ореовец край Прилеп. Братова внучка е на войводата от ВМОРО Мирче Ацев, а нейният брат Мирче Ацев е също югославски партизанин. Вера Ацева става член на Югославската комунистическа партия през 1940 година и след разгрома на Кралска Югославия през Втората световна война се включва във въоръжената съпротива във Вардарска Македония. Тя е член на поверителната комисия на Читалище „Надежда“ (Прилеп) , както и член възобновител
Участва в нападението срещу българското полицейско управление в Прилеп на 11 октомври 1941 година с Прилепския партизански отряд „Гоце Делчев“, след което минава в нелегалност. Избрана е за заместник-комисар по политическите въпроси на Първа македонско-косовска бригада, създадена през 1943 година. През август 1944 година става политически секретар на трети и четвърти областни комитети на Македонската комунистическа партия и участва на първото заседание на Антифашисткото събрание за народно освобождение на Македония.
След завземането на властта от комунистите, участва в терора срещу инакомислещите. Лично обесва Миро Симоновски, кмет на село Десово. Според Пецо Трайков Ацева „е пропита с нескривана омраза към всичко българско“. След формирането на Социалистическа република Македония, Вера Ацева влиза в управлението. Член е на правителството, на Федералния изпълнителен комитет, депутат в събранията на СР Македония и СФР Югославия. През 1948 година е кмет на Скопие. През 1960 година Вера Ацева влиза в конфликт с Лазар Колишевски, тогава секретар на Съюза на комунистите на Македония. Обвинява го, че заедно с Видое Смилевски взимат неправомерни решения извън Изпълнителния съвет на СРМ. На заседание от 18 октомври 1960 година Александър Ранкович подкрепя Колишевски и Смилевски и Вера Ацева е принудена да се оттегли от управлението. Премества се да работи в Белград. Умира на 10 ноември 2006 година в Скопие. През периода май - октомври 1989 година чрез полемиката си с Колишевски на страниците на „Нова Македония“ започва демаскирането му в Социалистическа република Македония като сърбоманин, местен македонски диктатор и предател на „македонските интереси“ в полза на Социалистическа република Сърбия и свалянето му от власт.